# 1er régiment de hussards du Corps
Pour les articles homonymes, voir 1er régiment.

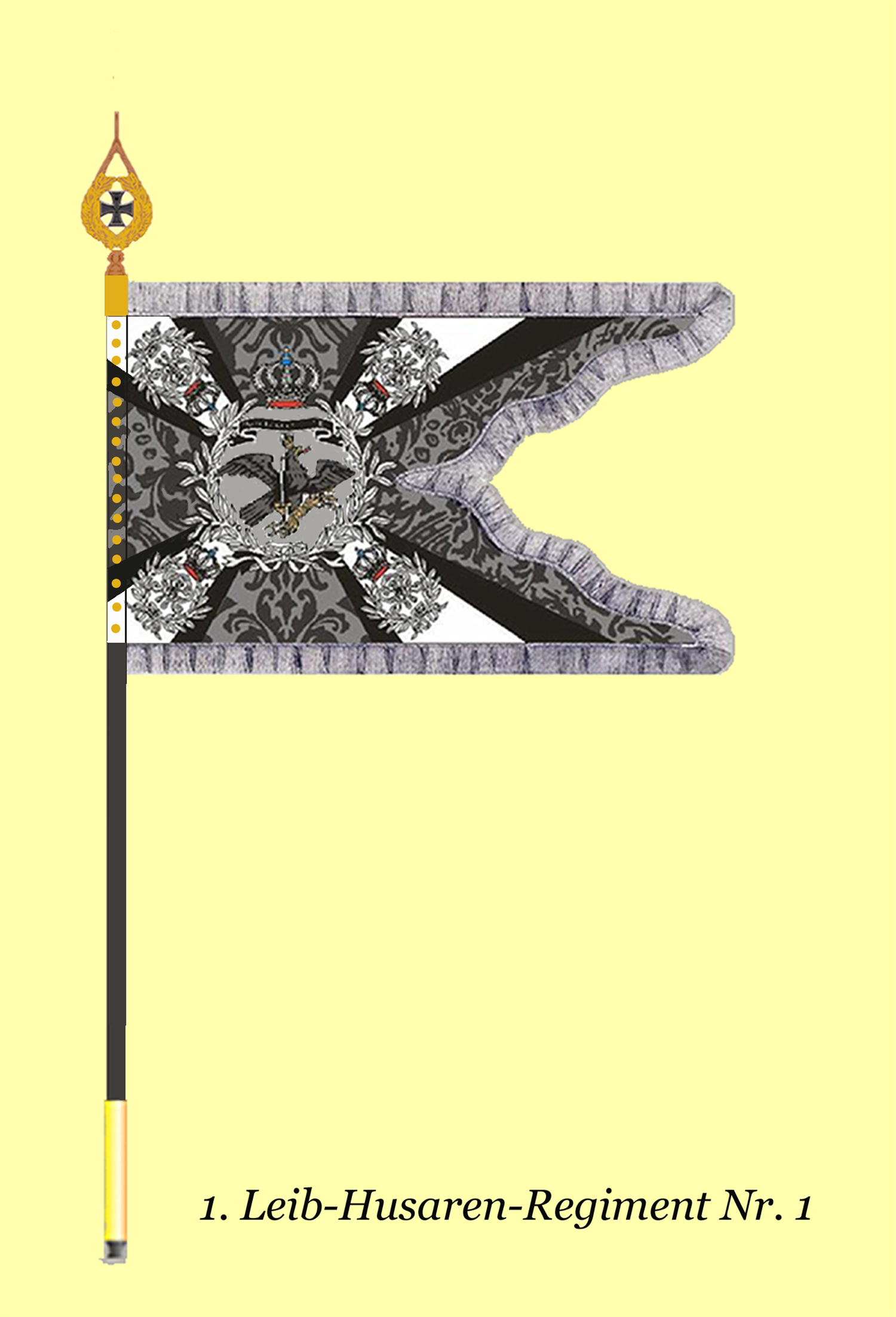
Enseignes du régiment.

Le 1er régiment de hussards du Corps est une unité d'élite de la cavalerie prussienne.

## Composition

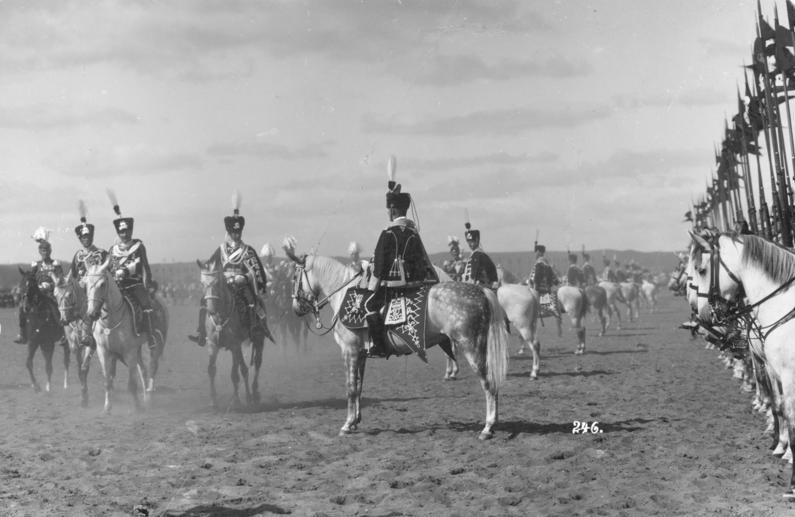
Le prince héritier prend le commandement du 1er régiment de hussards de la Garde (Dantzig, 15 septembre 1911)

Le cinquième régiment de hussards de l'armée prussienne est créé par Ordre du cabinet du roi Frédéric II le 9 août 1741 sous le nom de « Régiment des hussards noirs. » Son premier chef de corps est le commandant von Mackroth. Ses 5 escadrons sont recrutés jusqu'au 5 septembre suivant et stationnés en Prusse-orientale à Goldap, Lyck, Darkehmen, Lötzen, Oletzko, Stallupönen, Schirwindt et Pillkallen.
Comme c'est alors la coutume, le régiment ne prend le nom que du chef de corps suivant : von Ruesch (de). Son nom change, du reste, à chaque nouvelle nomination d'un chef de régiment :
- le 9 mai 1762 régiment von Lossow (de)
- le 18 octobre 1783 régiment von Hohenstock (de)
- le 23 mai 1788 régiment von Göckingk
- le 29 décembre 1794 régiment von Suter
- le 1804 régiment von Prittwitz (de)

Au moment de la signature du Traité de Tilsit le 7 juillet 1807, les hussards de Prittwitz sont le seul régiment de hussards de l'armée prussienne ayant conservé tous ses effectifs intacts, ayant été dispensé du double écrasement d'Iéna et d'Auerstedt le 14 octobre 1806.
Par ordre suprême du 20 décembre 1808, le régiment fut divisé en un 1er régiment de hussards du Corps à Goldap et un 2e régiment de hussards du Corps à Preußisch Stargard. Le général von Prittwitz demeure toutefois l'unique chef de corps de ces deux unités. Le 7 mai 1817 le 1er régiment des Hussards emménagea dans ses nouveaux quartiers de Dantzig et rebaptisé 1er régiment de hussards du Corps le 7 mai 1861.
Les hussards du 1er régiment des de la Garde ne chevauchaient que des gris-pommelés.

## Campagnes militaires
Le régiment de hussards von Ruesch s'illustra en 1744 au cours de la seconde guerre de Silésie à Smatschna et Moldauthain. Le 23 novembre 1745 à Hennersdorf, le contingent saxon fut dispersé par la charge des 22 escadrons du général von Zieten. EN reconnaissance de leur témérité, Frédéric II offrit aux hussards noirs des timbales que cette unité conserva jusqu'en 1918.
Le régiment chargea de nouveau victorieusement le 25 août 1758 à la bataille de Zorndorf, un épisode de la guerre de Sept Ans (ou, du point de vue de la Prusse, la troisième guerre de Silésie). Au cours de la guerre de succession de Bavière (1778-79) , les hussards ne servirent qu'aux avant-postes et en tant qu'éclaireurs.
Au début de la Guerre de la quatrième coalition (1806-07), le régiment fut d'abord tenu en réserve en Pologne puis envoyé descendre la Vistule jusqu'à Thorn, où il bouscula le 55e régiment d'infanterie le 10 juin 1807 à la bataille d'Heilsberg, s'emparant de l'aigle impériale. En souvenir de ce véritable exploit, une statue a été dressée aux hussards sur la place du marché de Heilsberg.
Au cours de la Campagne d'Allemagne (1813), le régiment se battit à Gross Beeren et à la bataille de Leipzig. Après la première abdication de Napoléon, le régiment défila en tête des armées victorieuse dans Paris .
Lors des multiples soulèvements de la Pologne (1830, 1848 et 1863-64) le régiment des hussards de la Garde fut maintenu en défense à la frontière russe.
Au cours de la Guerre austro-prussienne, cette unité combattit en Bohême et prit part le 3 juillet 1866 à la bataille de Sadowa. Pendant la Guerre de 1870, le 1er régiment de hussards affronta l'armée de Napoléon III à Sedan jusqu’à l'anéantissement complet de l'Armée du Sud dans la région d'Orléans. Le 28 juin 1871, il retrouvait sa garnison en Poméranie.
Au début de la Première Guerre mondiale, le 3 août 1914, les deux régiments de la Garde fusionnèrent et agirent jusqu'à la fin de la guerre comme brigades démontées, d'abord sur le Front de l'Ouest où ils prirent part à la bataille de la Marne et aux combats pour la prise d'Arras avant d'être transférés à la fin de l'automne 1914 sur le Front de l'Est. Ils se battirent en Galicie puis à la bataille de Riga ; ils assurèrent l'occupation des îles baltes d'Œsel et de Dagö puis aidèrent la Finlande dans sa guerre d'indépendance en 1917. Après la signature du Traité de Brest-Litovsk avec les Soviets le 3 mars 1918, ils continuèrent d'occuper les territoires russes conquis et ne retrouvèrent leur garnison de Dantzig qu'au mois de janvier 1919 . L'unité prussienne historique fut démobilisée et dissoute au printemps suivant.
Le 5e régiment de cavalerie (de) de la Reichswehr, stationné à Belgard, a perpétué la tradition sous la République de Weimar.

## Commandants
| Grade                       | Nom                                        | Date                                          |
| --------------------------- | ------------------------------------------ | --------------------------------------------- |
| Oberst                      | Dietrich Bogislav von Pfuhl (de)           | 1806                                          |
| Oberst                      | Friedrich von Szerdahely                   | 1809                                          |
| Major/Oberstleutnant/Oberst | Wilhelm von Sandrart (de)                  | 20 mars 1812 au 9 avril 1816                  |
| Oberstleutnant              | Leopold Dallmer                            | 12 septembre 1816 au 24 mars 1817             |
| Major/Oberstleutnant/Oberst | Karl Lebrecht Friedrich von Krafft (de)    | 25 mars 1817 au 5 mai 1830                    |
| Oberst                      | Karl von Canitz und Dallwitz               | 6 mai 1830 au 2 février 1833                  |
| Major/Oberstleutnant/Oberst | Gustav von Below (de)                      | 3 février 1833 au 4 mai 1838                  |
| Oberstleutnant/Oberst       | Karl von Broesigke (de)                    | 30 mars 1839 au 17 juillet 1843               |
| Oberstleutnant/Oberst       | Karl von Gerhardt                          | 30 mars 1844 au 30 mars 1846                  |
| Oberstleutnant              | Friedrich von Tyszka                       | 31 mars 1846 au 8 mars 1848                   |
| Major                       | Bernhard Clairon d'Haussonville (de)       | 9 mars au 6 mai 1848 (chargé de la direction) |
| Major/Oberstleutnant/Oberst | Bernhard Clairon d’Haussonville            | 7 mai 1848 au 21 mars 1853                    |
| Oberstleutnant/Oberst       | Ludwig von Wrangel                         | 7 avril 1853 au 19 mars 1856                  |
| Oberstleutnant/Oberst       | Bernhard von Blumenthal                    | 20 mars 1856 au 18 novembre 1859              |
| Oberstleutnant/Oberst       | Heinrich von Eckartsberg                   | 19 novembre 1859 au 14 mai 1862               |
| Oberstleutnant              | Rudolf von Krosigk (de)                    | 15 mai 1862 au 27 juin 1864                   |
| Oberstleutnant/Oberst       | Karl von Kehler                            | 28 juin 1864 au 25 juillet 1867               |
| Major/Oberstleutnant/Oberst | Reinhold Lebrecht Moritz von Hanstein (de) | 26 juillet 1867 au 16 février 1874            |
| Oberstleutnant/Oberst       | Eugen von Oetinger (de)                    | 17 février 1874 au 11 décembre 1882           |
| Oberstleutnant/Oberst       | Fedor von Bercken (de)                     | 12 décembre 1882 au 16 avril 1888             |
| Oberstleutnant/Oberst       | Theobald von Geldern-Egmond zu Arcen       | 17 avril 1888 au 16 juin 1893                 |
| Oberstleutnant/Oberst       | August Mackensen                           | 17 juin 1893 au 26 janvier 1898               |
| Oberstleutnant              | Oskar von Parpart                          | 27 janvier 1898 au 26 janvier 1900            |
| Oberstleutnant/Oberst       | Richard von Colomb                         | 27 janvier 1900 au 19 mars 1906               |
| Oberstleutnant/Oberst       | Willem Clifford Cocq von Breugel           | 20 mars 1906 au 14 septembre 1911             |
| Oberst                      | Guillaume de Prusse                        | 15 septembre 1911 au 11 décembre 1913         |
| Oberst                      | Georg Heinrich von Eicke                   | 12 décembre 1913 au 29 juin 1916              |
| Major                       | Willi Sametzki                             | 30 juin 1916 au 29 décembre 1918              |
| Oberstleutnant              | Carl von Borcke                            | 30 décembre 1918 au 1919                      |

## Les «hussards tête-de-mort»
Tel était le sobriquet du régiment des hussards de Brunswick et des deux régiments des hussards de la Garde à Dantzig (Langfuhr) , à cause de la tête-de-mort qui ornait leurs bonnets à poil et leurs toques. C'était pourtant un symbole militaire déjà ancien (arboré par certaines unités révolutionnaires françaises), qui signifiait que cette unité ne ferait pas de quartier. D'autres unités prussiennes portaient des signes de reconnaissance macabres, comme les « hussards de la mort » du colonel Belling, qui ornaient leurs bonnets à poil d'un squelette entier portant l'inscription vincere, aut mori (de).

## Voir également
- « Das Regiment », sur GenWiki (consulté le 14 mai 2021)

- (de) Cet article est partiellement ou en totalité issu de l’article de Wikipédia en allemand intitulé « 1. Leib-Husaren-Regiment Nr. 1 » (voir la liste des auteurs).